# Diplocirrus hirsutus
Diplocirrus hirsutus är en ringmaskart som först beskrevs av Hansen 1878.  Diplocirrus hirsutus ingår i släktet Diplocirrus och familjen Flabelligeridae. Arten är reproducerande i Sverige. Inga underarter finns listade i Catalogue of Life.

## Bildgalleri

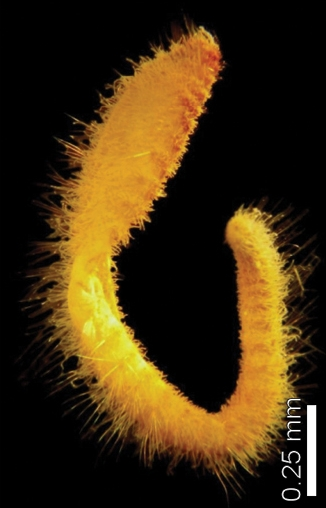
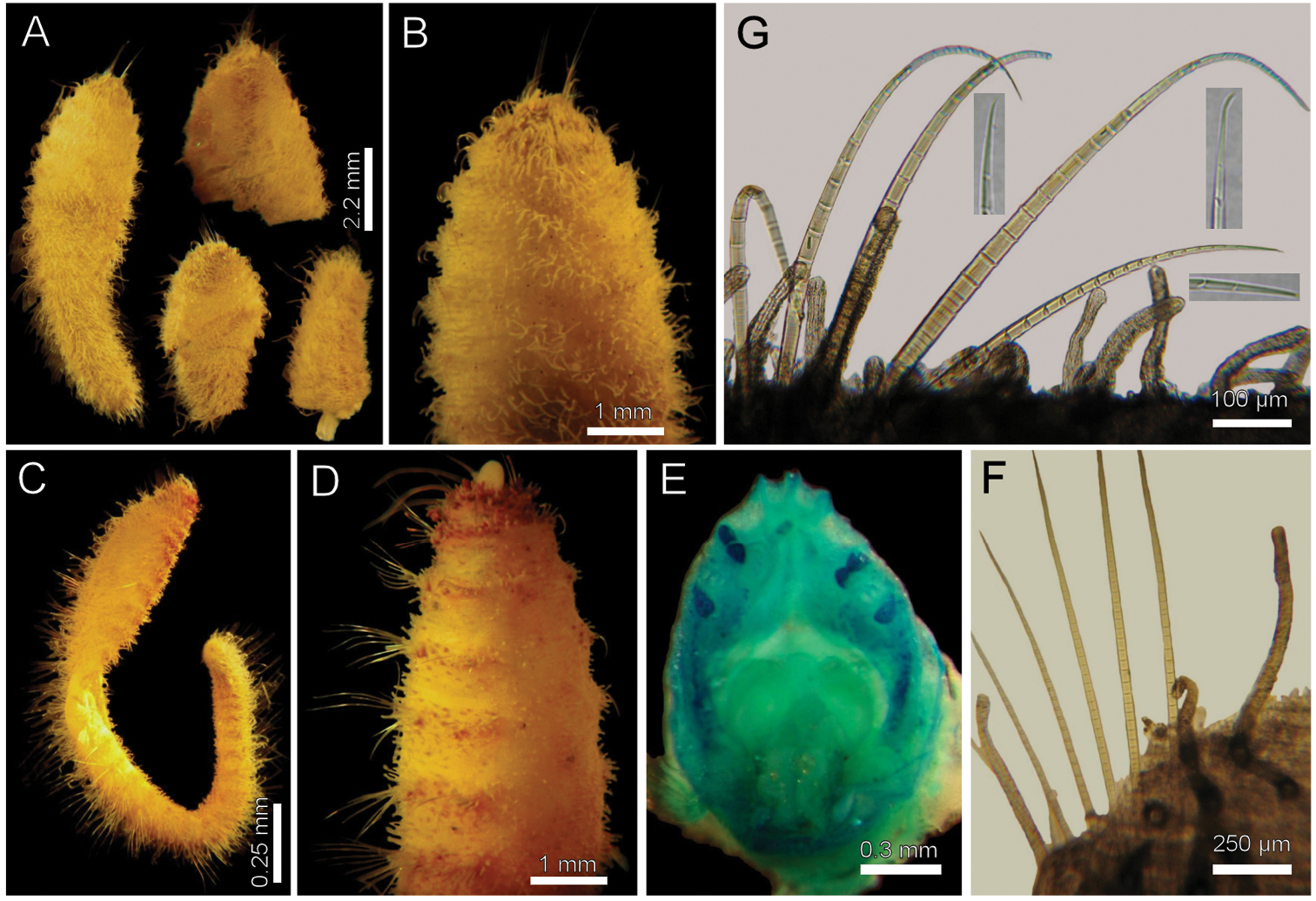